# Love, Victor
Love, Victor is een Amerikaanse komedische drama-streaming-televisieserie voor tieners, gemaakt door Isaac Aptaker en Elizabeth Berger, geïnspireerd door en speelt zich af in dezelfde wereld als de film Love, Simon uit 2018. De serie ging in première op 17 juni 2020 op Hulu en eindigde op 15 juni 2022, met 28 afleveringen verdeeld over drie seizoenen. Het wordt geproduceerd door 20th Television, met Aptaker en Berger als showrunners.
Michael Cimino speelt Victor, een tiener uit een half Puerto Ricaanse, half Colombiaans-Amerikaanse familie die in Atlanta woont, naast George Sear, Rachel Hilson, Bebe Wood, Anthony Turpel, Isabella Ferreira, Ana Ortiz, James Martinez, Mason Gooding en Mateo Fernandez. Nick Robinson, die speelde als de titulaire Simon in de originele film, produceert. Tevens is hij te horen als de stem van Simon. Het tweede seizoen ging in première op 11 juni 2021. In juli 2021 werd de serie verlengd voor een derde en laatste seizoen, dat in première ging op 15 juni 2022 en gelijktijdig werd uitgebracht op Disney+. In de loop van de serie werden 28 afleveringen van Love, Victor uitgebracht gedurende drie seizoenen, tussen 17 juni 2020 en 15 juni 2022.

## Verhaal
Het eerste seizoen richt zich op een nieuwe student aan Creekwood High School, Victor. De serie volgt zijn reis van zelfontdekking: uitdagingen thuis aangaan en worstelen met zijn seksuele geaardheid. Hij neemt contact op met Simon als het hem te moeilijk lijkt om de middelbare school door te komen.
Het tweede seizoen gaat over de nasleep van zijn coming-out en volgt Victor terwijl hij met zijn familie moeilijke tijden doorstaat, terwijl hij ook te maken heeft met zijn relatie met Benji, die meerdere keren op de proef wordt gesteld, deels vanwege Victor's familie.
In het derde seizoen bevinden Victor, zijn vrienden en familie zich, hoewel ze nog in hun eerste jaar zitten, in bepaalde situaties en nemen ze moeilijke, maar levensveranderende beslissingen voor hun toekomst buiten Creekwood.

## Cast en personages

### Vaste rollen
- Michael Cimino als Victor Salazar:[5] Een nieuwe student aan de Creekwood High School, die worstelt met zijn identiteit rond zijn seksuele geaardheid en zich aanpast aan een nieuwe stad
- Rachel Hilson als Mia Brooks:[5] Victor's slimme vriend en ex-vriendin die snel humor heeft en gemakkelijk lacht. Ze gingen uit voordat Victor uit de kast kwam.
- Anthony Turpel als Felix Westen:[5] Victor's onhandige buurjongen en beste vriend.
- Bebe Wood als Lake Meriwether:[5] Mia's door sociale media geobsedeerde beste vriendin. Ze ging uit met Felix voordat ze in het derde seizoen uit de kast kwam als queer en begint met Lucy te daten.
- Mason Gooding als Andrew Spencer:[5] Creekwood's eigenwijze en populaire basketballiefhebbende sporter.
- George Sear als Benji Campbell:[5] Victor's openlijk homoseksuele, zelfverzekerde en charmante verliefdheid op Creekwood High School. Hij is Victor's eerste vriendje.
- Isabella Ferreira als Pilar Salazar:[5] Victor's gothic jongere zus heeft last van haar nieuwe leven
- Mateo Fernandez als Adrian Salazar: Victor's kleine broertje
- James Martinez als Armando Salazar: Victor's vader, een arbeider die hard werkt voor zijn gezin
- Ana Ortiz als Isabel Salazar: Victor's moeder die onder grote druk staat na een verhuizing naar een nieuwe stad
- Anthony Keyvan als Rahim (seizoen 3; terugkerend seizoen 2), Pilar's vriend die uit een religieuze Iraanse moslimfamilie komt en verliefd wordt op Victor. Hij begint later een relatie met Connor.[6]
- Ava Capri als Lucy (seizoen 3; terugkerend seizoen 2), Benji's vriendin en Andrew's ex-vriendin die later een relatie krijgt met Lake[6]

Nick Robinson, die zijn rol als Simon Spier uit Love, Simon opnieuw vertolkt,  verschijnt meestal via voice-over en vertelt Simon's berichten aan Victor. Robinson verschijnt persoonlijk als Simon in de achtste aflevering van het eerste seizoen en de tiende aflevering van het tweede seizoen. Robinson keerde niet terug in zijn rol in het derde seizoen.

### Terugkerende rollen
- Mekhi Phifer als Harold Brooks, Mia's vader
- Abigail Killmeier als Wendy (seizoenen 1–2), een theaterstudent die Felix meeneemt als zijn date naar de Spring Fling
- Charlie Hall als Kieran, een goede vriend van Andrew en lid van het basketbalteam
- AJ Carr als Teddy, nog een goede vriend van Andrew en ook lid van het basketbalteam
- Sophia Bush als Veronica (seizoenen 1-2; gastseizoen 3), de nieuwe vriendin van Mia's vader en latere vrouw, die een non-profitorganisatie voor vrouwen runt[7]
- Lukas Gage als Derek (seizoen 1; gastseizoen 2), Benji's ex-vriend
- Betsy Brandt als Dawn Westen (seizoen 2–3), de moeder van Felix die lijdt aan psychische problemen
- Julie Benz als Shelby (seizoen 2), Armando's nieuwe vriendin en later liefdesbelang die hij ontmoette tijdens een PFLAG-bijeenkomst
- Nico Greetham als Nick (seizoen 3), een jongen die de Salazars-kerk bezoekt en een liefdesbelang voor Victor[8]
- Tyler Lofton als Connor (seizoen 3), een ober en liefdesbelang voor Rahim

### Gastrollen
- Leslie Grossman als Georgina Meriwether, een lokale nieuwspresentator en de moeder van Lake
- Andy Richter als Coach Ford, de leraar lichamelijke opvoeding en basketbalcoach van de universiteit
- Beth Littleford als Sarah (seizoenen 1–2), de manager van het koffiehuis waar Victor en Benji werken
- Will Ropp als Wyatt (seizoenen 1–2), een van Andrews goede vrienden
- Ali Wong als mevrouw Thomas (seizoen 1), Creekwood's leraar seksuele voorlichting
- Steven Heisler als Roger (seizoen 1), Armando's voormalige baas met wie Isabel een affaire had
- Keiynan Lonsdale als Bram Greenfeld (seizoen 1), de vriend van Simon Spier, die zijn rol vertolkt uit Love, Simon[9]
- Katya Zamolodchikova als zichzelf (seizoen 1), optredend in de homoclub Messy Boots in NYC[9]
- Tommy Dorfman als Justin (seizoen 1), de kamergenoot van Bram en Simon[9]
- Natasha Rothwell als mevrouw Albright (seizoen 1), adjunct-directeur bij Creekwood, voorheen de dramaleraar van de school, die haar rol vertolkt uit Love, Simon
- Terri Hoyos als Natalia Salazar (seizoen 1), Victor's grootmoeder
- Juan Carlos Cantu als Tito Salazar (seizoen 1), Victor's grootvader
- Jason Collins als zichzelf (seizoen 1), basketballend met een groep homoseksuele mannen
- Josh Duhamel als Jack Spier (seizoen 2), de vader van Simon Spier, die zijn rol vertolkt uit Love, Simon
- Daniel Croix als Tyler (seizoen 2), Mia's vriend die ze ontmoette tijdens een universiteitsfeest
- Kevin Rahm als Charles Campbell (seizoen 2-3), Benji's vader
- Sean O'Bryan als Father Lawrence (seizoen 2), de pastoor van de Salazar's kerk
- Embeth Davidtz (seizoen 2) en Amy Pietz (seizoen 3) als Margaret Campbell, Benji's moeder
- Nicholas Hamilton als Charlie (seizoen 2), een online crush van Rahim's
- Carlie Hanson als bandlid van Benji's (seizoen 2)
- Artemis Pebdani als Rahim's moeder (seizoen 3)
- Tracie Thoms als Naomi (seizoen 3), Mia's vervreemde moeder
- Nia Vardalos als Theresa (seizoen 3), een ouder die Isabel en Armando ontmoeten op een PFLAG-bijeenkomst
- Eureka O'Hara als zichzelf (seizoen 3), optredend in een homobar
- Joshua Colley als Liam (seizoen 3), een homoseksuele student in de kast op Victor's school

## Productie

### Ontwikkeling
In april 2019 gaf Disney+ aan 20th Century Fox Television de opdracht om een show te produceren, gebaseerd op de film Love, Simon met de schrijvers van de originele film, Isaac Aptaker en Elizabeth Berger, als showrunners. De show zou zich richten op gloednieuwe personages en zou zich afspelen in dezelfde wereld als de film.
"Love, Simon is a powerful story embraced by critics and audiences alike for its universal messages of authenticity, love, and acceptance. We are honored to partner with the talented team at 20th Century Fox Television to bring this new chapter of a beloved story to Disney+, continuing the personal and uplifting narrative that captivated fans of the original film."— Agnes Chu (SVP content, Disney+)
In februari 2020 kreeg de serie een nieuwe titel Love, Victor en verhuisde naar Hulu, met een geplande premièredatum in juni 2020, waarmee het de tweede serie werd. – na High Fidelity – om van Disney+ naar Hulu te verhuizen. In april 2020 werd aangekondigd dat de serie op 19 juni 2020 in première zou gaan  Op 10 juni 2020 werd de premièredatum verschoven naar 17 juni 2020, om Juneteenth een eigen dag in de schijnwerpers te zetten. Op 7 augustus 2020 vernieuwde Hulu de serie voor een tweede seizoen, dat in première ging op 11 juni 2021 en uit 10 afleveringen bestaat. Op 8 februari 2022 kondigde Hulu aan dat het derde seizoen het laatste zou zijn.

### Casting
In juni 2019 werd Ana Ortiz gecast als Isabel.  Half augustus werd de volledige cast van de serie aangekondigd, met Michael Cimino als hoofdrolspeler, Victor. Ook aangekondigd werden James Martinez als Armando, Isabella Ferreira als Pilar, Mateo Fernandez als Adrian, Johnny Sequoyah als Mia, Bebe Wood als Lake, George Sear als Benji, Anthony Turpel als Felix en Mason Gooding als Andrew. Er werd ook aangekondigd dat Nick Robinson, die in de film speelde, de serie zou produceren en vertellen. Later die maand werd gemeld dat Rachel Hilson was gecast als Mia, ter vervanging van Sequoyah. De vervanging is doorgevoerd om het personage een nieuwe creatieve richting te geven.  Op 23 oktober 2019 werd ook aangekondigd dat Sophia Bush was gecast als Veronica, de nieuwe vriendin van Mia's vader.
In november 2020 werd aangekondigd dat Betsy Brandt in de tweede cast was gecast als Dawn, de moeder van Felix, die worstelt met psychische problemen. Ava Capri en Anthony Keyvan werden ook aangekondigd als leden van de cast van het tweede seizoen. In maart 2022 werd Nico Greetham geboekt in een terugkerende rol voor het laatste seizoen.

### Verfilming
Het filmen begon in augustus 2019 in Los Angeles, met Amy York Rubin die de eerste aflevering regisseerde. Het filmen voor het tweede seizoen begon op 9 november 2020. Het filmen voor het derde seizoen begon op 8 november 2021.

### Muziek
De soundtrack-EP voor het eerste seizoen, met drie nieuwe nummers van LGBT-artiesten en allemaal mede geschreven door Leland, werd op 19 juni 2020 uitgebracht door Hollywood Records.
Het soundtrackalbum voor het tweede seizoen, met acht nieuwe nummers van LGBT-artiesten en allemaal mede geschreven door Leland, werd op 11 juni 2021 uitgebracht door Hollywood Records.
De soundtrack-EP voor het derde en laatste seizoen, met drie nieuwe nummers van LGBT-artiesten en allemaal mede geschreven en geproduceerd door Leland, werd op 15 juni 2022 uitgebracht door Hollywood Records. De EP bevat ook een cover van de hit "Only You" uit 1982 van Yazoo.

### Onderscheidingen
| Jaar | Ceremonie                         | Categorie                                     | genomineerde(n)                                      | Resultaat   | Ref.   |
| ---- | --------------------------------- | --------------------------------------------- | ---------------------------------------------------- | ----------- | ------ |
| 2021 | Dorian Awards                     | Beste LGBTQ-tv-programma                      | Love, Victor                                         | Genomineerd | [ 20 ] |
| 2021 | Dorian Awards                     | Beste onbezongen show                         | Love, Victor                                         | Gewonnen    | [ 21 ] |
| 2021 | GLAAD Media Awards                | Uitstekende komische serie                    | Love, Victor                                         | Genomineerd | [ 22 ] |
| 2021 | Golden Derby Television Awards    | Komische acteur                               | Michaël Cimino                                       | Genomineerd | [ 23 ] |
| 2021 | Golden Derby Television Awards    | Komedieserie                                  | Love, Victor                                         | Genomineerd | [ 23 ] |
| 2021 | Imagen Awards                     | Beste hoofdrolspeler - Komedie                | Michael Cimino                                       | Gewonnen    | [ 24 ] |
| 2021 | Imagen Awards                     | Beste Primetime-programma - Komedie           | Love, Victor                                         | Gewonnen    | [ 24 ] |
| 2021 | Imagen Awards                     | Beste Mannelijke Bijrol - Komedie             | James Martínez                                       | Genomineerd | [ 24 ] |
| 2021 | Imagen Awards                     | Beste vrouwelijke bijrol - Komedie            | Ana Ortis                                            | Genomineerd | [ 24 ] |
| 2021 | ReFrame Stamp                     | IMDbPro Top 200 gescripte tv-ontvangers       | Love, Victor                                         | Gewonnen    | [ 25 ] |
| 2022 | Casting Society of America Awards | Televisiepiloot en eerste seizoen - Komedie   | Josh Einsohn, Tiffany Little Canfield, Conrad Woolfe | Genomineerd | [ 26 ] |
| 2022 | GLAAD Media Awards                | Uitstekende komische serie                    | Love, Victor                                         | Genomineerd | [ 27 ] |
| 2022 | Imagen-prijzen                    | Beste Acteur - Komedie (Televisie)            | Michaël Cimino                                       | Gewonnen    | [ 28 ] |
| 2022 | Imagen-prijzen                    | Beste Mannelijke Bijrol - Televisie (Komedie) | James Martínez                                       | Genomineerd | [ 28 ] |
| 2022 | Imagen-prijzen                    | Beste Primetime-programma - Komedie           | Love, Victor                                         | Gewonnen    | [ 28 ] |
| 2023 | GLAAD Media Awards                | Uitstekende komische serie                    | Love, Victor                                         | Genomineerd | [ 29 ] |